# 영흥초등학교 선재분교
영흥초등학교 선재분교는 대한민국 인천광역시 옹진군에 있었던 공립 초등학교이다.

## 학교 연혁
- 1943년 3월 1일 영흥초등학교 선재분교장 설치
- 2003년 9월 8일 교직원 사택 완공(4세대)
- 2006년 3월 1일 4학급 편성 인가
- 2007년 3월 1일 6학급 편성 인가
- 2008년 3월 1일 6학급 편성 인가
- 2009년 3월 1일 6학급 편성 인가
- 2011년 3월 1일 6학급 편성 인가
- 2011년 11월 16일 제1회 영흥·선재 아띠 드림 페스티발 개최
- 2012년 3월 1일 4학급 편성 인가
- 2012년 5월 17일 제2회 영흥·선재 녹색창의과학 축제
- 2012년 9월 1일 4학급 편성 인가
- 2012년 12월 5일 놀이시설 설치 공사
- 2013년 3월 1일 4학급 편성 인가
- 2015년 2월 28일 폐교[1]